# 33217 Bonnybasu
33217 Bonnybasu este o planetă minoră (asteroid), cu un diametru de 4,36 km, din centura de asteroizi. A fost descoperită pe 31 martie 1998 la Experimental Test Site⁠(d) de Lincoln Near-Earth Asteroid Research. 
Obiectul prezintă o orbită caracterizată de o semiaxă mare de 3,001963 UAi, o excentricitate de 0,07, o înclinație de 8,85873 ° în raport cu ecliptica.